# Massacre de Halloway
O massacre de Halloway ocorreu em agosto de 1857, perto da nascente do Rio Humboldt e dos atuais Wells, Nevada. Um pequeno vagão de colonos americanos estava indo para a Califórnia quando nativos americanos hostis, suspeitos de serem Paiutes, os atacaram.
Um homem chamado Halloway liderou o grupo, que consistia em apenas alguns vagões e nove outras pessoas, incluindo sua família. Outro trem de vagão seguiu atrás do Halloway, embora eles estivessem muito longe para ajudar quando os nativos atacaram. Era manhã de 13 de agosto, quando os guerreiros cavalgaram rapidamente a cavalo e começaram a matar os colonos com flechas e tiros. "O Sr. Halloway foi morto imediatamente com dois homens e seu bebê. A Sra. Halloway também foi baleada duas vezes, machucando-a levemente. Ela concluiu que atuaria como gambá e deixaria para lá. Ela ficou quieta. ela a despiu e começou o que antes não havia sido previsto.Ela disse que ele a deitou no chão e ela imediatamente sentiu a ponta da faca de escalpelamento, e em um instante o couro cabeludo foi arrancado de sua cabeça. Depois que os índios se retiraram a uma curta distância, eles notaram que ela se mexia um pouco, quando voltaram, pisotearam-na com os pés e a perfuraram com flechas até ficarem satisfeitos que ela estava morta. Ela foi levada por outro trem, trazida para o estado e a última conta estava se recuperando. O gado também foi recuperado e em busca do couro cabeludo da sra. Holloway foi apanhada por uma das partes e agora em sua posse". A filha de dois anos foi morta quando um dos guerreiros a jogou pelos calcanhares em uma roda de carroça. Três dos homens da festa, dois dos quais ficaram feridos, escaparam e chegaram ao outro trem de carroça. Quando chegaram, os nativos se espalharam pelo campo, deixando para trás a sra. Halloway que sobreviveu e seis mortos. O couro cabeludo da sra. Halloway foi recuperado e recolocado, ela viveu por vários anos mais, mas acabou ficando louca.